# رزها (فیلم)
رزها (انگلیسی: The Roses) فیلم کمدی سیاه آمریکایی به کارگردانی جی روچ و نویسندگی تونی مک‌نامارا است. این فیلم اقتباسی از رمان جنگ رزها نوشتهٔ وارن ادلر در سال ۱۹۸۱ بوده و یک بازسازی از فیلم محصول سال ۱۹۸۹ به‌شمار می‌رود. در این فیلم بندیکت کامبربچ، الیویا کلمن، اندی سمبرگ، الیسون جنی، شوتی گتوا، زوئی چائو و کیت مک‌کینون ایفای نقش کردند. این فیلم قرار است در ۲۹ اوت ۲۰۲۵ توسط سرچلایت پیکچرز اکران شود.

## بازیگران
- بندیکت کامبربچ در نقش تئو رز
- الیویا کلمن در نقش آیوی رز
- اندی سمبرگ
- الیسون جنی
- شوتی گتوا
- زوئی چائو
- کیت مک‌کینون

## تولید
در آوریل ۲۰۲۴ اعلام شد که بندیکت کامبربچ و الیویا کلمن قرار است در نسخه‌ای بازسازی از فیلم جنگ رزها محصول سال ۱۹۸۹ (تولیدشده توسط استودیوی خواهر سرچلایت، یعنی استودیوهای قرن بیستم) به ایفای نقش پرداخته و تهیه‌کنندگی آن را نیز بر عهده داشته باشند. کارگردانی این فیلم را جی روچ و نویسندگی آن را تونی مک‌نامارا بر عهده دارند. در ژوئن همان سال، بازیگران کیت مک‌کینون و اندی سمبرگ به گروه بازیگران فیلم پیوستند.
تصویربرداری اصلی در ۱۰ ژوئن ۲۰۲۴ در دوون، انگلستان آغاز شد.

## انتشار
رزها قرار است در ۲۹ اوت ۲۰۲۵ در ایالات متحده اکران شود.